# Rhacophorus poecilonotus
Rhacophorus poecilonotus és una espècie de granota que viu a Indonèsia.
Està amenaçada d'extinció per la pèrdua del seu hàbitat natural.